# Pier Paolo Crescenzi
Pier Paolo Crescenzi (ur. w 1572 w Rzymie, zm. 19 lutego 1645 tamże) – włoski kardynał.

## Życiorys
Urodził się jako syn Virgilio Crescenzi (barona Montorio) i Costanzy (markizy Drago). Pochodził z rodu Krescencjuszy, był krewnym kardynała Marcella Crescenzi i wujem Alessandra Crescenzi. Studiował prawo na Uniwersytecie w Perugii, gdzie uzyskał stopień utroque iure.
17 sierpnia 1611 roku został kreowany kardynałem, a 12 września został kardynałem prezbiterem od św. Nereusza i Achillesa. 15 lipca 1612 otrzymał sakrę i został biskupem Rieti. 17 marca 1621 roku został biskupem Orvieto. Od 8 października 1629 pełnił rolę kardynała-biskupa Palestriny, a od 1 lipca 1641 kardynała-biskupa Porto-Santa Rufiny.
Był uczestnikiem trzech konklawe: w 1621, w 1623 i w 1644. Zmarł 19 lutego 1645 roku w Rzymie i został pochowany w kościele Santa Maria in Vallicella.